# 리빙 중합
리빙 중합(living polymerization)이란 개시 반응(initiation)과 성장 반응(propagation) 반응만이 있고 어떠한 사슬 이동(chain transfer)이나 종결 반응(termination)이 존재하지 않아 중합 반응 후에도 충분히 긴 시간 동안 활성이 유지되는 중합 반응을 말한다. 요즘은 리빙 중합과 종결을 완전히 막지는 못하지만 리빙 중합의 특성을 가지고 있는 중합 반응들을 통틀어서 가역-비활성화 중합(Reversible-Deactivation Polymerization)으로 흔히 말하고 있다.
리빙 라디칼 중합, 리빙 양이온 중합, 리빙 음이온 중합을 포함하는 가역-비활성화 중합 반응은 쉽게 종결이 이루어지지 않아 단량체를 넣어주면 계속해서 성장하는 특성을 가지고 있다. 즉, 사슬 종결 및 전달 반응이 본질적으로 제거되어 개시 및 사슬 전달 반응만 남는다는 것이다. 리빙 중합의 주요 특징은 개시 속도(휴면 화학종이 활성 사슬 전파종을 생성함을 의미)가 사슬 전파 속도보다 훨씬 빨라서 모든 사슬이 같은 속도로 성장한다는 것이다.
일반적으로 라디칼 중합에서는 종결 반응으로 인해 리빙 중합의 특성을 가지기 힘들다. 하지만 그와 비슷한 성격을 가지는 중합 반응을 라디칼 중합으로 진행시킬 수 있으며 가역-비활성화를 통해 이것이 가능하다. 처음에는 리빙 라디칼 중합(living radical polymerization)이라는 용어가 사용되었지만 라디칼 중합의 특성상 두 라디칼 사이의 종결반응이 있을 수밖에 없기 때문에 진정한 리빙이라고 보기 어려워 그렇게 부르지 않고 가역-비활성화 라디칼 중합(Reversible-deactivation radical polymerization, RDRP) 이라고 부른다.
가역-비활성화 라디칼 중합의 장점은 다음과 같다.
1. 다양한 단량체에 특정 작용기의 존재 하에서 진행 가능하다.
2. 간단하고 컨트롤하기 쉽다.
3. 반응 조건이 용액, 에멀젼, 미니 에멀젼, 벌크에서 현탁액까지 다양하다.
4. 상대적으로 저렴하다.

가역-비활성화 라디칼 중합의 예시는 다음과 같다.
1. 니트로옥사이드 매개 중합(NMP)
2. 원자전이 라디칼 중합(ATRP)
3. 가역-첨가-분열 사슬-이동 라디칼 중합(RAFT)
4. 개시이동종결제 중합
5. 아이오딘 전이 중합(ITP)
6. 텔루라이드 매개 중합(TERP)
7. 셀레늄 중심 라디칼 매개 중합
8. 스티빈 매개 중합
9. 구리 매개 중합

## 니트로옥사이드 매개 중합(NMP)

그림 1. TEMPO

1980년대 중반 Solomon, Rizzardo, Cacioli of Commonwealth Scientific and Industrial Research Organisation, Austraila(CSIRO)에 의해 개발된 니트로옥사이드 매개 중합(Nitroxide-Mediated Polymerization, NMP)는 90년대 가역-비활성화 라디칼 중합의 빠른 발달을 이끌어 냈다.
지속적 라디칼로 스스로 반응하지 않지만 중심에 탄소 원자가 있는 라디칼과 빠르게 반응하며 전자 스핀 공명 분광법에 오랫동안 사용되었다. CSIRO 연구원들은 니트로옥사이드를 trap으로 사용했을 때 라디칼 중합에서 적은 분자량의 고분자를 제어된 방법으로 합성이 가능한 것을 알아냈으며, 리빙 condition과 비슷한 방식으로 2,2,6,6-tetramethylpiperidinyl-N-oxyl(TEMPO)을 니트로옥사이드로 사용하여 130’C에서 스타이렌(styrene)의 중합을 성공시켰다. 그림 1의 TEMPO는 NMP에서 사용하는 대표적인 니트로옥사이드이다. 옛날에는 NMP를 SFRP(stable-free-radical-mediated polymerization)로 불렀다.

그림 2. RDRP 메커니즘

### 메커니즘
NMP는 니트로옥사이드에 의해 전파되는 라디칼의 가역적인 trapping과 release에 의해 일어난다. Trapped form의 말단구조가 알콕시아민이 된다. 이의 특징은 C-O의 결합이 약하고 분해되어 사슬 라디칼과 니트로옥사이드를 재생성한다는 것이다. 사슬은 짧고 폭발적으로 알콕시아민으로부터 release 되었을 때 전파된다. 알콕시아민의 말단기에서 분리가 한번 되면 자유 니트로옥사이드가 빠르게 확산되고 release된 자리에 돌아오는 것보다 다른 니트로옥사이드에 의해 붙잡히는 것이 더 선호되는 동적평형을 이룬다 (kd>ka). 또한 [M•]이 매우 낮아 이분자 종결 반응이 줄고 중합 속도 또한 느려진다. 그림 2의 전체적인 RDRP 메커니즘 중에서 NMP는 즉흥적인 가역적 커플링을 하는 2)메커니즘을 따른다.

### 동역학
{\displaystyle {\ce {K_{NMP}=[M.][R1R2NO.]/[P-ONR1R2]}}}
[M•], [R1R2NO•]는 각각 전체 사슬의 자유라디칼의 전체 농도와 자유 니트로옥사이드의 농도이다. [P-ONR1R2]는 고분자 알콕시아민의 모든 사슬길이에 대한 총 농도이다. 리빙 조건과 유사하게 만들어 주기 위해서 평형 조절이 중요하고 이는 주로 자유 니트로옥사이드를 추가함으로써 가능하다.
{\displaystyle {\mathsf {{\bar {x_{n}}}={\frac {c[M]_{0}}{[R_{s}-ONR_{1}R_{2}]_{0}}}}}}
알콕시아민 한분자는 하나의 사슬을 만들기 때문에 c와 비례하여 수평균 중합도가 증가한다. 이때 c는 리빙 중합의 특성을 뜻한다.

### 부반응
- NMP가 사슬과 니트로옥사이드로 불균등화될 때 라디칼끼리 합쳐져 니트로옥사이드가 하이드록실아민이 될 수 있다.
- 종결 반응으로 인해 리빙 특성을 잃을 수 있다.

이것은 좁은 분자량 분포와 잘 정해진 분자량으로 처리시 큰 문제가 되지 않지만 메타크릴레이트 단량체로 NMP하는 과정에서는 심각한 문제가 되고 α-methyl group에서 수소가 제거될 수 있다. 따라서 메타크릴레이트의 NMP는 조절하기 힘들다. 또 다른 부반응으로는 3개의 스타이렌을 포함할 때 자가반응으로 인해서 라디칼이 생성될 수 있고 이는 Diels-Alder 반응으로 시작된다. 2개의 라디칼로 인해 중합을 시작할 수 있으며 이 자가개시반응은 높은 온도에서 급격한 속도로 진행되고 스타이렌의 NMP가 125~130도에서 진행되므로 주요 기여를 한다. 이것은 사슬 라디칼과 니트로옥사이드의 농도에 불균형을 초래하는 문제이기도 하지만 이분자 종결과 불균등화반응에서 잃은 사슬 라디칼의 보상적인 측면이 될 수 있다. 하지만 중합속도 조절과 NMP 진행의 정확한 예측을 어렵게 하는 단점이 있다.

### NMP를 통해 합성된 고분자
- 리튬 배터리용 소재 (BCE-블록 공중합체 전해질)
- Organic Electronics (유기 광전지(OPV), 유기발광다이오드(OLED), 유기 박막 트랜지스터(OTFT) 등)
- 리소그래피 및 폴리머 템플릿 (argon flouride (ArF) photoresist materials)
- 광중합 (Photo-NMP) (TMPTA)
- 친환경 소재 (linear copolymer of β-(1–4) linked 2-acetamido-2-deoxy-β-d-glycopyranose and 2-amino-2-deoxy-β-d-glycopyranose produced from the deacetylation of chitin)
- 약물 전달용 나노 입자 (poly(MeOEGMA- co -MPDL))
- 향균 물질 (The poly(S)/Ag nanoparticles)

## 원자전이 라디칼 중합(ATRP)
Sawamoto, Matyjaszewski에 의해 1995년에 개발된 원자전이 라디칼 중합(Atom Transfer Radical Polymerization, ATRP)은 전이금속을 사용한 양이온 중합을 조절하는 연구 도중 발견되어 전이금속촉매 라디칼 중합으로 시초에 불렸었다.
전이금속은 활성화제라고 불리는 리간드로 착화합물을 이루는 할라이드 화합물의 형태로 존재한다. 유기 핼라이드가 개시제로 사용되며 개시는 단일 전자이동(금속 이온으로부터 R-X결합의 할로젠 원소로)을 통해 진행되며 결합의 homolysis로 R•과 금속이온의 산화수 증가를 야기하며 이는 떨어져나온 할로젠 원소를 붙잡는다. 사슬 라디칼의 전파는 산화된 전이금속 착화합물이 다시 전파중인 라디칼에 수소원자를 제공함으로써 사슬 말단의 새로운 C-X결합과 금속이온의 재생성을 통해 비활성화를 초래하는 역과정을 통해 방해된다. 이는 NMP의 가역적인 사슬 라디칼의 엔드캐핑과 같은 방법을 사용하여 유사한 특성을 지닌다.

### 메커니즘
여기서는 Cu(I)와 클로라이드를 이용한 메커니즘을 설명한다.

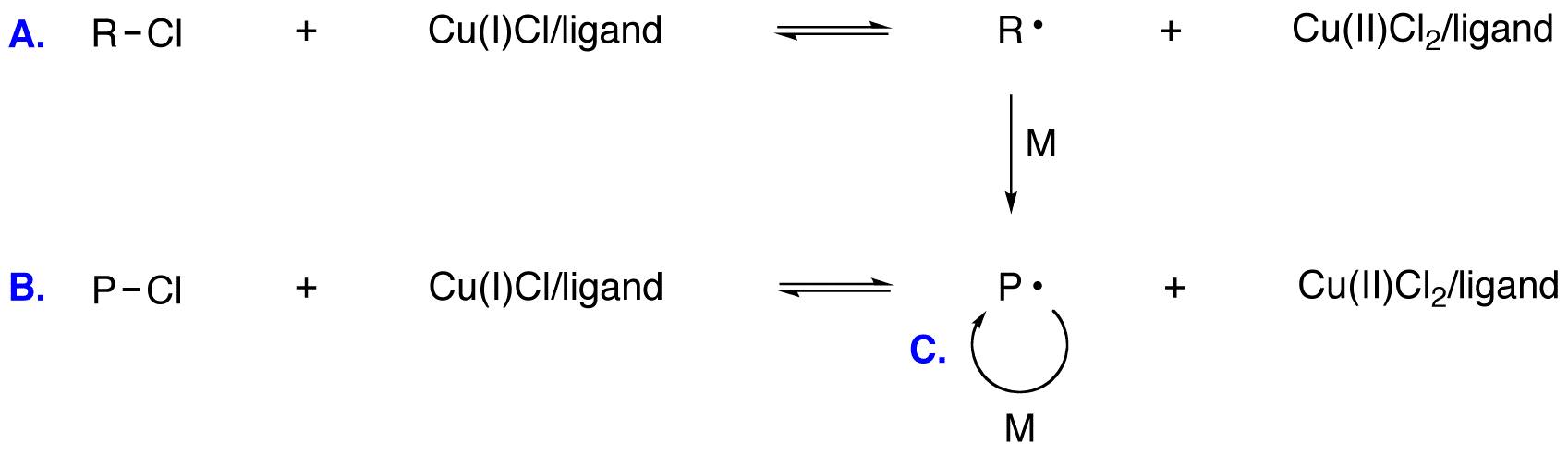
그림 3. ATRP 메커니즘

평형이 왼쪽에 치우쳐져 있고 교환이 빠르게 되도록 신중히 개시제와 활성화 착화합물과 온도를 신경써서 반응을 조절해야한다. 대부분의 사슬은 반응을 하지 않아 [M•]이 매우 낮고 이분자 종결반응의 확률을 현저히 떨어뜨리지만 중합속도 또한 떨어뜨린다.
ATRP의 개시제로는 리빙 성격을 갖기 위해서는 전이금속과 주변의 리간드가 필수적이다. 개시제의 양은 고분자 사슬의 수를 조절할 수 있으며 따라서 분자량과 분자량 분포를 바람직하게 조절하기 위해 빠르고 정량적인 사슬 연장의 개시가 필요하다. 따라서 R-X 결합은 생성된 휴면 중합체 사슬 말단의 C-X 결합보다 원자 이동에 대해 약간 더 큰 활성을 가져야 한다. 이런 이유에서 가장 흔한 개시제는 생성되는 사슬의 휴면말단과 비슷한 구조를 가지는 브로마이드와 클로라이드이다. 전이금속으로는 Cu(I), Ni(II), Ru(II)/Al(OR3), Fe(II) 등이 많이 사용된다.

### 동역학
{\displaystyle {\ce {K_{ATRP}=[M.][Mt^{z{}+1}+L_{m}]/[RX][Mt^{z{}+}L_{m}]}}}
이때 [RX]는 개시제의 농도이다.
{\displaystyle {\ce {R_{p}=K_{ATRP}[M][RX](Mt^{z}+L_{m}/Mt^{z}^{+1}L_{m})}}}
NMP와 같은 방식으로 중합속도를 구하면 위와 같다. 속도가 개시제와 지속적 라디칼 뿐 아니라 활성화제의 농도에도 영향을 받는 것이 NMP와의 구별되는 차이점이다. ATRP에서 속도는 (Mtz+Lm)/(Mtz+1Lm)에 의해 조절되며 (Mtz+Lm) 하나의 값으로는 잘 변하지 않는다. 너무 낮은 (Mtz+Lm)는 교환속도가 너무 낮아져 유용하지 않고 따라서 (Mtz+Lm)은 좋은 분자량 분포를 가지기 위해 높아야 한다.
{\displaystyle {\mathsf {{\bar {x_{n}}}={\frac {c[M]_{0}}{[RX]_{0}}}}}}
개시제 한 분자당 한 사슬을 만들기 때문에 수평균 중합도는 위와 같다. ATRP는 리빙 중합의 성격을 가지고 있으며 수평균 중합도는 M0/[RX]0에 의해 조절된다. 지속적 라디칼 효과는 ATRP에서도 적용되며 중합의 속도는 리간드와 전이금속의 착화합물의 비율에 의존하기 때문에 NMP보다 복잡한 경향이 있다. 전이금속 이온의 양이 이분자 종결반응을 하는 사슬의 양보다 적다면 결국 전이금속은 Mt(z+1)+로 전부 존재할 것이며 반응은 종결될 것이다.

### 장단점
ATRP는 NMP보다 다양한 범위의 단량체(스타이렌, 아크릴레이트, 메타아클릴레이트, 아크릴로나이트릴, 아크릴아마이드, 바이닐 피리딘 등)를 사용하여 수행할 수 있다. 또한 낮은 다분산도를 유지하면서 분자량과 분자구조, 및 중합체 조성을 조절하기가 쉬우며, 중합후에 고분자 사슬의 말단에 남아 있는 할로젠은 중합 후 사슬 말단을 다른 반응기로 쉽게 변형할 수 있다.
반응에 필요한 촉매의 농도가 높다는 큰 단점이 있다. 이 촉매는 표준적으로 구리 할로젠화물과 아민을 기반으로 한 리간드로 구성된다. 중합 후 고분자에서 구리를 제거하는 것이 비싸고 힘들기 때문에 상업적인 측면에서 좋지 못하다. 또한 반응성이 적은 에틸렌, 바이닐 아세테이트, 바이닐 클로라이드 같은 단량체들은 훨씬 반응성이 높은 ATRP 활성화제가 필요하고 이에 의해 활성화제의 산화상태가 불안정하다는 문제가 생긴다.

#### 다른 ATRP 방법
단점을 보완하기 위해 개발된 다른 ATRP 방법들은 다음과 같다.
1. 활성제 재생 ATRP
- ICAR ATRP(Initiation for continuous activator regeneration): 기존 라디칼 개시제를 사용하여 활성제를 지속적으로 재생하여 필요한 농도를 낮추는 방법
- ARGET ATRP(Activators regenerated by electron transfer): 비 라디칼 형성 환원제(Cu(II)와만 반응하는 환원제)를 사용하여 기타시약과 반응하지 않는 것을 이용하여 활성화제를 재생시키는 방법
- SARA ATRP(Supplemental activator and reduction agent): 0가 전이금속이 알킬 할라이드를 천천히 직접적으로 Cu(I)로 만들어 활성화제를 재생시키는 방법
- eATRP: 환원과정의 정밀한 제어와 중합의 외부적으로 조절할 수 있게 하는 방법
- 광유도 ATRP: 전이 금속 촉매의 직접적인 광 환원 또는 알킬 할라이드의 광 보조 활성화가 다른 첨가제 없이 ppm수준의 농도의 촉매로 ATRP를 수행할 수 있게 하는 방법

2. 기타 ATRP
- 역 ATRP: 더 높은 산화상태의 촉매를 첨가하여 사슬이 기존의 라디칼 개시제에 의해 활성화되고 전이금속에 의해 비활성화되게 하는 방법
- SR&NI ATRP(Simultaneous reverse and normal initiation): 라디칼 개시제와 낮은 산화상태의 촉매의 혼합물이 표준 역 ATRP를 사용하여 불가능한 블록 공중합체의 생성을 가능하게 하는 방법
- AGET ATRP(Activators generated by electron transfer): 저가 금속의 재생기로 새로운 사슬을 만들수 없는 환원제(유기 라디칼 대신)를 사용하여 더 낮은 농도의 전이금속을 사용할 수 있고 수성에서도 사용 가능하도록 하는 방법
- 하이브리드 및 바이메탈 시스템: 다양한 금속/산화 상태를 고체 지지체에서 사용하여 독성이나 감도가 감소된 활성화제/비활성화제 역할을 한다.
- 무금속 ATRP: 새로운 촉매 시스템으로 메타아크릴레이트의 중합을 조절할 수 있는 방법
- 메카노/소노 ATRP: 기계적 힘(일반적으로 초음파)을 활성화제의 재생성을 유도하는 외부 자극으로 사용하는 방법

### ATRP를 통해 합성된 고분자
- 블록 공중합체 (스타이렌, 메틸아크릴레이트, 메틸 메타아크릴레이트 공중합체)
- 그래프트/콤 공중합체 (뷰틸 아크릴레이트, 2-에틸-헥실 아크릴레이트, 메타아크릴레이트, MMA, 스타이렌 공중합체)
- 그래디언트 공중합체 (메틸 아크릴레이트/스타이렌, 뷰틸 아크릴레이트/스타이렌, 아크릴로나이트릴/스타이렌 공중합체)
- 가지 공중합체 (메틸 아크릴레이트, 뷰틸 아크릴레이트, 2-에틸-헥실 아크릴레이트, 메틸 메타아크릴레이트, 스타이렌 공중합체)
- 기능성 공중합체 (텔레켈릭 폴리스타이렌)

## 가역-첨가-분열 사슬-이동 라디칼 중합(RAFT)

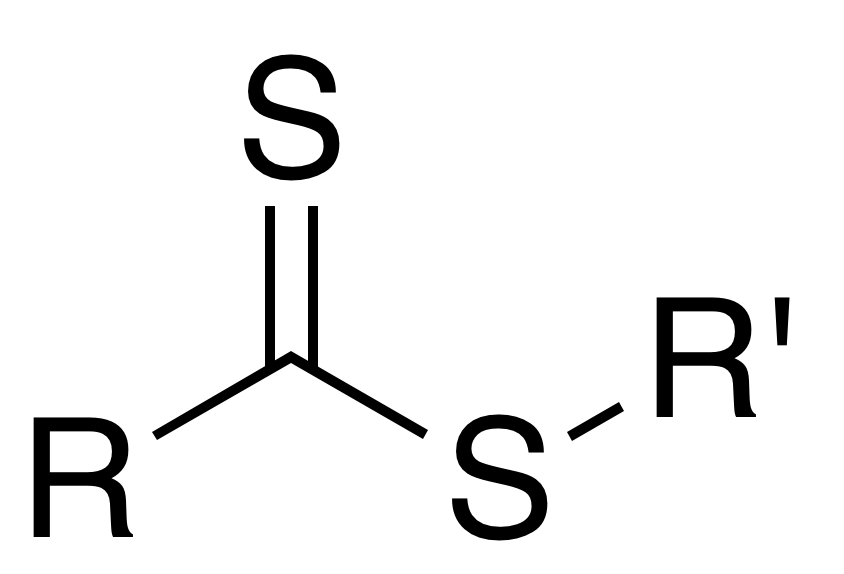
그림 4. 다이싸이오에스터 이동제

가역-첨가-분열 사슬-이동 라디칼 중합(Reversible Addition Fragmentation chain Transfer, RAFT))은 첨가-분열 사슬 이동제를 이용하여 라디칼 중합을 제어하는 방법이다. 첨가-분열 사슬 이동제는 다이싸이오에스터를 사용한다. RAFT 중합은 사슬 이동 과정 동안 새로운 라디칼을 내놓기 위해 분열하고 첨가-분열 메커니즘을 통해 새로운 다이싸이오에스터 종들을 생산하는 활성이 높은 다이싸이오에스터 이동제가 첨가된 일반적인 자유 라디칼 중합이다.
RAFT는 ATRP와 함께 가장 광범위하게 사용되는 가역-비활성화 라디칼 중합이다. 다른 라디칼 중합 기술처럼 고분자 분자량의 낮은 분산도와 미리 선택된 분자량의 조건에서 수행되는 것을 선호한다. RAFT는 수용액과 다양한 단량체, 용매에서 매우 광범위하게 사용될 수 있으며, 넓은 온도 범위에서도 효과적으로 사용될 수 있다. 때문에 RAFT는 가역-비활성화 라디칼 중합에서 가장 잘 쓰이는 방법이다.

### 역사
RAFT는 1998년 호주 CSIRO(Commonwealth Scientific and Industrial Research Organization)의 연구자들인 Le, Moad, Rizzardo, Thang에 의해 처음 개발되었다. 첨가-분열 사슬-이동(Addition−fragmentation chain-transfer process)은 1970년대에 처음 보고되었다. 이것은 비가역적이어서 라디칼을 중합을 제어할 수 없었다. 이후 1980년대에 조절된 라디칼 중합의 관심이 커지면서, 비로소 1995년 조절된 라디칼 중합의 핵심으로 종결단계가 주목을 받았다. 연구 끝에 1998년, Rizzardo에 의해 처음으로 RAFT가 보고되었다.

### 구성요소와 원리

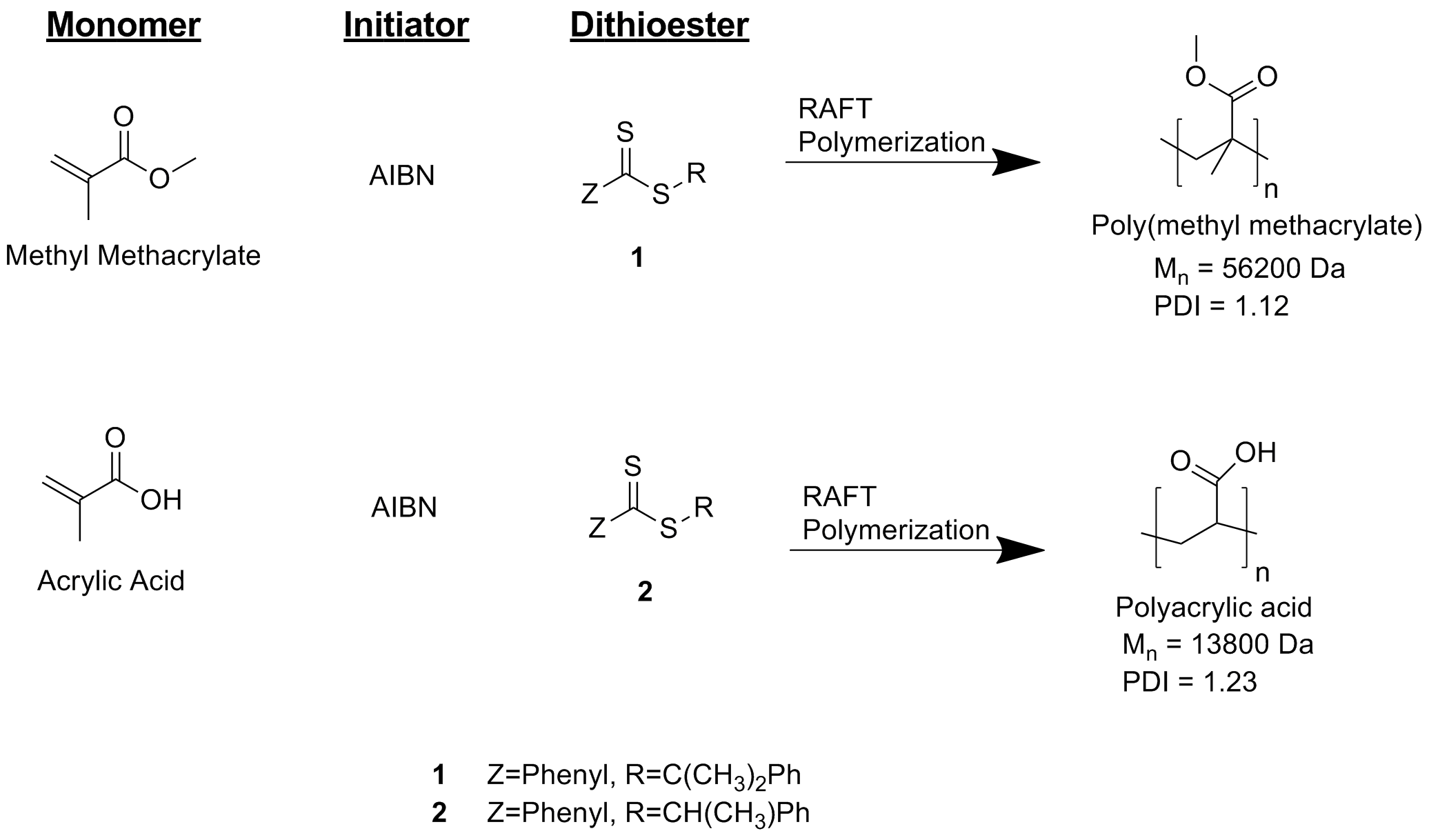
그림 5. 대표적인 RAFT의 두 예시

먼저 RAFT는 라디칼 개시제(열화학적 혹은 광학적), 단량체(monomer), RAFT제(RAFT agent) 용매(단량체가 액체일 경우 없어도 가능)의 구성요소를 필요로 한다. 일반적으로 라디칼 개시제는 AIBN과 ACVA가 RAFT에서 널리 사용된다.
RAFT는 다른 조절된 라디칼 중합에 비해 광범위한 단량체와의 호환성이 있다. 이러한 단량체에는 (meth)acrylates, (meth)acrylamides, acrylonitrile, styrene and derivatives, butadiene, vinyl acetate and N-vinylpyrrolidone이 포함된다. RAFT제로는 다이싸이오에스터를 사용하는데, Z기와 R기를 고려해야 한다. Z그룹은 주로 S=C 결합의 안정성에 영향을 미치며, 반응의 위치와 속도에 영향을 준다. R그룹은 RAFT제와 단량체가 반응하여 충분히 안정화할 수 있도록 하면서도, 다시 새로운 폴리머 사슬의 성장을 시작할 수 있게끔 불안정하게 만들어야 한다. RAFT제는 단량체와 온도 또한 고려해서 선택해야 한다. 단량체와 온도 둘 다 동역학 및 열역학적으로 영향을 미치기 때문이다.
라디칼이 종결되지 않는 원리는 다음과 같다. 라디칼 개시제로부터 발생한 일차 라디칼의 전체 수보다 많은 RAFT제를 사용함으로써, 다이싸이오에스터기로의 첨가-분열 사슬 이동이 일어난다. 이것은 성장 사슬이 만들어지고 포획되는 것을 반복하는 것을 말한다. 그러면서 이분자 정지의 확률을 낮추어 종결되지 않도록 한다. 다이싸이오에스터기에 의한 사슬 라디칼의 포획이 가역적이고 빨라서 대부분의 사슬들은 비활성 다이싸이오에스터 형태가 된다. 그렇지만 일부는 이분자 정지가 발생하여 종결이 되기도 한다.

### 메커니즘

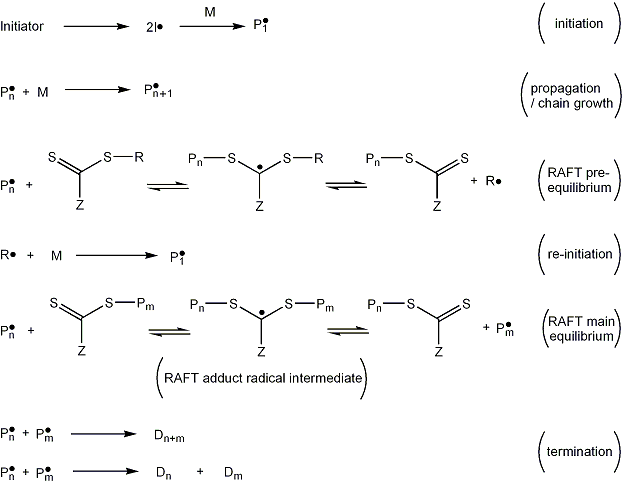
그림 6. RAFT 메커니즘

개시(initiation): AIBN과 같은 개시제에 의해 시작된다. 개시제가 분해되어 단일 단량체 분자와 반응한다.
이동과 성장(propagation/chain growth): 단량체 라디칼이 다른 단량체와 만나 성장한다.
RAFT 사전 평형(RAFT pre-equilibrium): n개의 단량체를 가지는 라디칼이 RAFT 제와 반응하여 RAFT 부가물 라디칼을 형성한다. 이것은 중간 RAFT 첨가물 라디칼이 R그룹 또는 중합체 P그룹을 잃을 수 있는 가역적 단계이다.
재개시(re-initiation): 이탈기 라디칼(R·)이 다른 단량체 종과 반응하여 또 다른 활성 중합체 사슬을 만들기 시작한다.
주요 RAFT 평형(RAFT main equilibrium): RAFT 과정에서 가장 중요한 부분이다. 빠른 교환 과정이다. 이상적으로는 라디칼이 동등하게 공유되어 사슬이 동일한 성장 기회와 좁은 PDI를 가지게 한다.
종결(termination): 이중 라디칼 종결을 통해 더 이상 성장할 수 없는 죽은 사슬이 된다. 이상적으로, RAFT 부가물 라디칼은 종결 반응을 충분히 막는다.

### 동역학
만약 생성 라디칼 A· 가 사슬 라디칼과 비슷한 반응성을 갖는다면, RAFT 제의 포함은 정상 상태 라디칼 농도(steady-state radical concentration)에 대해 거의 영향을 미치지 못한다. 즉 RAFT 중합 속도는 RAFT 제의 부재 하에서 동등한 자유 라디칼 중합의 속도와 비슷해야 한다. 따라서 RAFT 중합은 라디칼 농도의 영향을 받는 다른 가역-비활성 라디칼 중합인 NMP와 ATRP 보다 훨씬 더 빠른 속도로 진행한다.
그러나 실제로는 RAFT 중합에는 유도 기간이 존재한다. 이것은 RAFT 제의 부재에서 동일한 중합에 대해서보다 더 느린 중합 속도를 나타내게 한다. 유도 기관과 다른 지연에 관한 원인들은 아직 정확히는 이해되지 못하고 있다. 하지만 중간 라디칼 첨가물의 상대적으로 높은 안정성이 주요한 인자라는 증거는 있다. 중간 라디칼 첨가물의 높은 안정성 때문에, 분열 속도는 감소 되고 정지 반응으로 이끄는 성장 사슬 라디칼과 함께 이원자 라디칼 결합을 하는 라디칼 첨가물 생성의 확률이 더 크게 된다. 이 두 가지가 모두 성장 사슬 라디칼 농도의 감소와 중합 속도의 결과적인 감소를 가져온다.
이원자 정지가 없게끔 하기 위해 RAFT 제가 매우 효율이 높다고 하면, 실제 생성된 모든 고분자 사슬들은 RAFT 제로부터 나온 하나의 다이싸이오에스터 말단기를 가질 것이다. 생성된 고분자의 수평균 중합도는 다음과 같이 주어진다.
{\displaystyle {\mathsf {{\bar {x_{n}}}={\frac {c[M]_{0}}{[RAFT]_{0}}}}}} 여기서 [M]0와 [RAFT]0는 각각 초기 단량체와 RAFT제의 농도이고, c는 분율 단량체 전환(fractional monomer conversion)이다. 따라서 RAFT에서 수평균 중합도는 [M]0/[RAFT]0 비에 의해 제어되고 c와 함께 선형으로 증가하는 리빙 중합의 특성을 보인다.
{\displaystyle [Deadchain]_{t}=2f[I]_{0}-[I]_{t}\times {\frac {1+q}{2}}=(1+q)f[I]_{0}-[I]_{t}}
RAFT 중합에서 죽은 사슬의 분율을 예측하는 것은 상대적으로 단순하다. 이것은 살아있는 사슬의 농도가 [RAFT]0와 동일하기 때문이며, 죽은 사슬들이 사슬 라디칼의 이원자 정지로부터 생긴 것이기 때문에 개시제로부터 생성된 일차 라디칼이 그것의 원천이다.

### 장단점
장점은 다음과 같다. 중합은 광범위한 용매(물 포함), 넓은 온도 범위 내에서, 높은 관능기 내성 및 중합용 금속 부재에서 수행될 수 있다. 현재 상업적으로 이용 가능한 RAFT 제제의 범위는 라디칼 중합이 될 수 있는 모든 단량체에 가깝다. 다른 가역-비활성 라디칼 중합인  NMP와 ATRP 보다 훨씬 더 빠른 속도로 진행한다.
단점으로는 특정 RAFT제는 제한된 세트의 단량체에만 적합하며 RAFT제의 합성에는 일반적으로 후속 정제가 필요하다. RAFT제는 장기간에 걸쳐 불안정할 수 있고, 착색이 높으며, 점진적으로 분해되어 작은 황 화합물을 생성하기 때문에 매운 냄새가 날 수 있다. 그래도 이것은 추가 화학적 및 물리적 정제 단계를 통해 어느 정도 제거될 수 있다.

## 개시이동종결제 중합
개시이동종결제(Iniferter)란 통제된 리빙 라디칼 중합 반응에서 개시제, 이동제, 종결제의 역할을 동시에 수행하는 화합물이다. 적절한 개시이동종결제를 사용하면 중합체나 소중합체의 말단 잔기를 조절할 수 있다. 가장 일반적인 개시이동종결제로 다이싸이오카르밤산염류를 사용한다.

## 아이오딘 전이 중합(ITP)
아이오딘 전이 중합(Iodine-transfer polymerization, ITP)은 1970년대에 Tatemoto로부터 개발되었다. 이 중합은 플로로올레핀 중합체에 상대적으로 낮은 다분산성을 준다. 상대적으로 학문적, 화학적인 주목도는 낮았지만, 이 방법은 산업 및 제품의 기초가 되었으며 상업적으로 가장 성공한 RDRP의 형태이다. 이 방법의 주요한 부분은 아이오딘 경화 부분을 플루오린 합성수지(fluoroelastomers)에 넣는 데 사용되는 것이다.

### 메커니즘
ITP의 메커니즘은 라디칼 개시제(일반적으로 과황산염)의 열분해를 포함하여 개시 라디칼 In•을 생성한다. 이 라디칼은 단량체 M에 추가되어 Pm•으로 전파될 수 있는 종 P1•을 형성한다. 이동제 R-I에서 전파하는 라디칼 Pm•로의 아이오딘 교환에 의해 새로운 라디칼 R•가 형성되고 Pm•은 휴면 상태가 된다. 이 종은 단량체 M과 함께 Pn•으로 전파될 수 있다. 중합 동안 다른 폴리머 사슬과 이동제 사이의 교환이 발생하며, 이는 퇴행성 이동 과정에서 일반적이다.

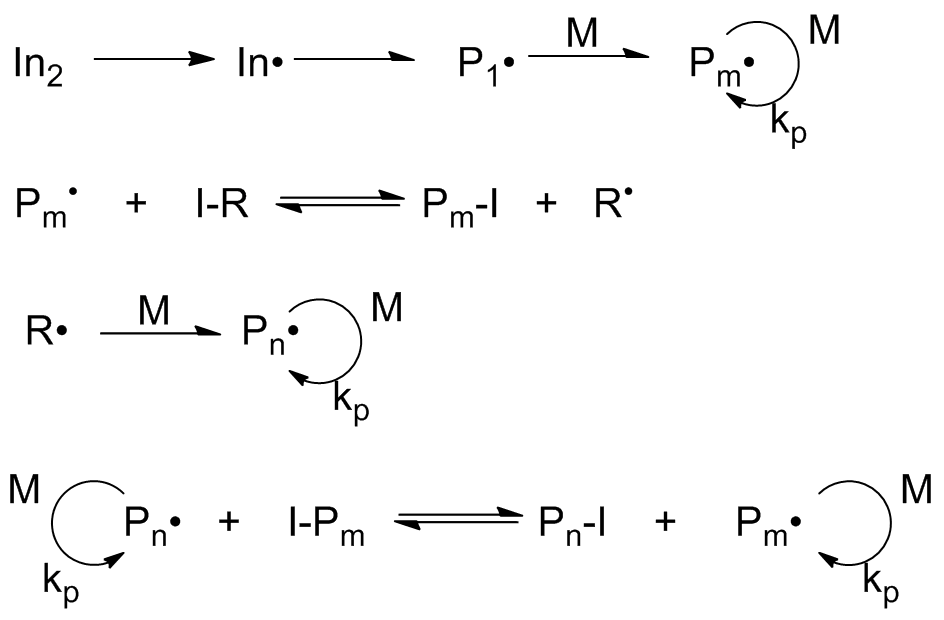
그림 7. ITP 메커니즘

전형적으로, 아이오딘 전이 중합은 모노- 또는 다이아이오도-퍼플루오로알케인을 초기 사슬 전달제로 사용한다. 이 플루오로알케인은 수소 또는 염소로 부분적으로 치환될 수 있다. 아이오딘-퍼플루오로알케인의 결합 에너지는 낮고 아이오딘-탄화수소 결합과 달리 극성이 작다. 따라서 아이오딘은 자유 라디칼이 있는 상태에서 쉽게 추출될 수 있다. 아이오도-퍼플루오로알케인을 만나면 성장하는 폴리-플루오로올레핀 사슬이 아이오딘을 만들고 종결되고, 추가 단량체를 만들기 위해 생성된 퍼플루오로알킬 라디칼을 생성한다. 아이오딘 말단 폴리-플루오로올레핀은 연쇄 이동제 역할을 한다. RAFT 공정에서와 같이 개시 속도가 느리게 유지되면 최종 결과는 단순 분산의 분자량 분포를 보이게 된다.
아이오딘-탄화수소 화합물의 경우 결합의 에너지가 아이오딘-불화탄소 결합의 에너지와 상당히 다르고 말단 중합체로부터 아이오딘의 추출이 어렵기 때문에 생성된 분자량 분포는 좁지 않다.

### 장점
에멀젼 중합은 RDRP를 사용하는 것이 어렵다는 특징이 있지만, 아이오딘 전이 중합은 에멀젼 중합을 할 수 있다. 또한 매우 높은 분자량의 고분자를 만들 수 있다.

## 텔루라이드 매개 중합(TERP)
텔루라이드 매개 중합(Telluride-mediated polymerization, TERP)은 처음에 열 개시 하에서 균질 치환에 의한 가역적 사슬 전달 메커니즘 하에서 주로 일어나는 것으로 처음 알려졌다. 그러나 동역학 연구에서 TERP는 주로 '해리 조합'보다는 퇴행성 전이에 의해 진행되는 것으로 밝혀졌다.

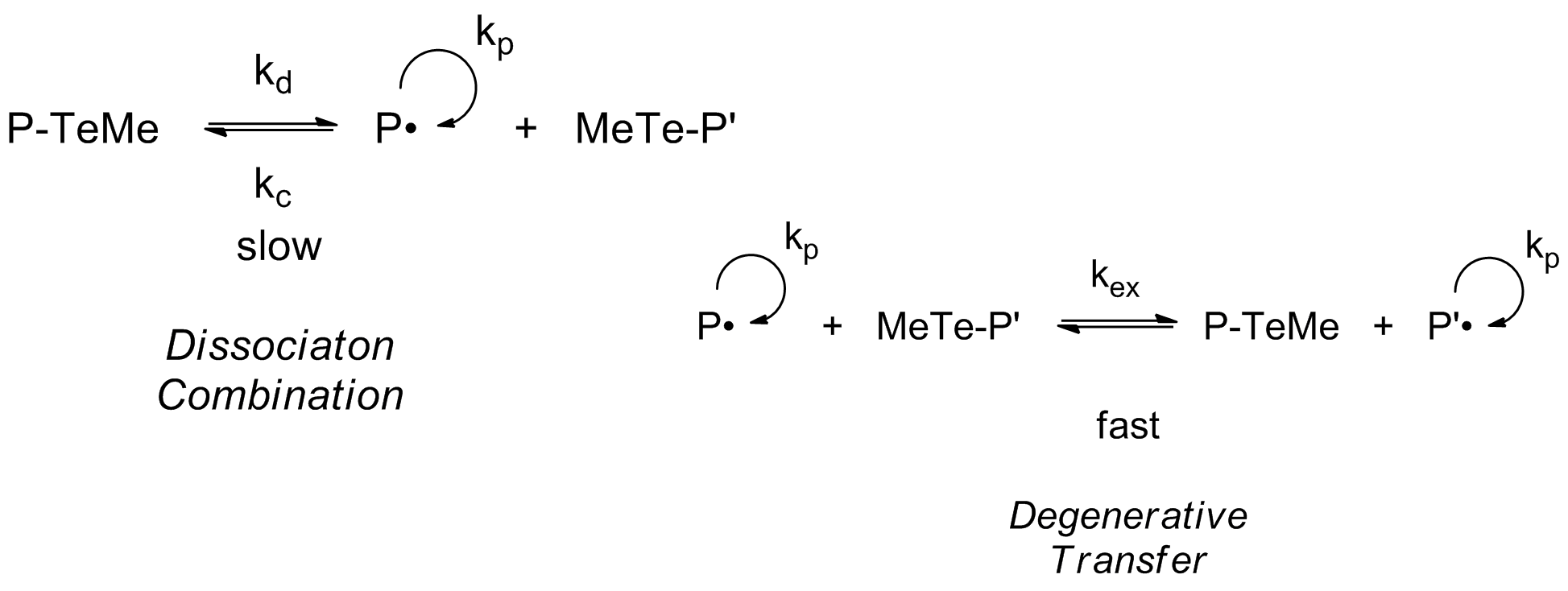
그림 8. TERP 메커니즘

Z-X-R 구조의 알킬 텔루라이드(Z=메틸, R=좋은 자유 라디칼 이탈기)는 중합 당시 광범위한 단량체에 대해 제어할 수 있으며, 페닐 텔루라이드(Z=페닐)는 적절한 제어를 하지 못한다. 메틸 메타아크릴레이트의 중합은 다이텔루라이드에 의해서만 제어된다. O<S<Se<Te 순으로 사슬 이동이 일어날 때 X의 중요성이 증가하여, 알킬 텔루라이드는 열 개시 조건 하에서 제어를 매개하는 데 효과적이다. 위에 나온 알킬 셀렌화물 및 황화물은 광 개시 중합에서만 효과적이다.

## 셀레늄 중심 라디칼 매개 중합
스타이렌과 메틸 메타크릴레이트의 중합에서 광개시제로 사용되는 다이페닐 다이셀레나이드와 여러 벤질계 셀레나이드가 Kwon Tae Seok, Kumazawa의 연구팀에 의해 알려졌다. 중합에 대한 제어 메커니즘은 dithiuram disulfide iniferters와 유사하다. 차이점은 낮은 전달 상수로 인해 블록 공중합체 합성에 사용할 수 있고 분자량 분포를 제한적으로 제어할 수 있다.

## 스티빈 매개 중합
최근 일본의 Yamago가 일반 구조 Z(Z')-Sb-R(여기서 Z= 활성화 그룹 및 R= 자유 라디칼 이탈 그룹)을 갖는 유기스티빈 전달제를 사용하여 스티빈 매개 중합(Stibine-mediated polymerization)을 보고했다. 광범위한 단량체(스타이렌, (meth-)아크릴 및 비닐)를 제어할 수 있어 열 개시 조건에서 좁은 분자량 분포와 예측 가능한 분자량을 제공한다. 또한 비스무트 알킬이 유사한 메커니즘을 통해 라디칼 중합을 제어할 수 있음을 나타내는 특허를 발표했다.

## 구리 매개 중합
구리 착화합물(관련된 리간드들의 조합)이 원자 이동 라디칼 첨가(Atom Transfer Radical Addition, ATRA) 및 구리(I)-촉매화 알킨-아자이드 고리화첨가(Copper(I)-catalyzed alkyne-azide cycloaddition, CuAAC)와 같은 유기 반응을 촉매하기 위한 물질로 오랫동안 사용되어 왔다. 그러나 구리 착화합물에 의해 촉매된 RDRP는 발견하지 못하다가 1995년 Jin-Shan Wang과 Krzysztof Matyjaszewski에 의해 원자 이동 라디칼 중합(ATRP)으로 소개되었다. 그 후 구리를 촉매로 사용하는 ATRP는 구성, 기능 및 구조적으로 잘 정의된 폴리머를 설계하고 합성하기 위해 가장 정확하고 일반적으로 사용되는 RDRP 기술 중 하나가 되었다. PRE(지속적 라디칼 효과)와 같은 일부 제어할 수 없는 결점으로 인해, 현재는 ARGET(전자 전달에 의해 재생된 활성화제) ATRP 및 ICAR(연속 활성화제 재생을 위한 개시제) ATRP를 비롯한 여러 고급 ATRP 기술이 개발되었다.
촉매 중 하나인 금속 구리도 위 수정된 ATRP 시스템에 적용되었다. Cu(0) 및 적절한 리간드를 사용한 중합은 1997년 Krzysztof Matyjaszewski에 의해 처음 도입되었다. 그러나 2006년 Virgil Percec에 의해 극성 용매에서 리간드로 작용하여 tris(2-(다이메틸아미노)에틸)아민(Me6TREN)와 결합하는 MA Cu(0) 매개 RDRP와 매우 다른 메커니즘인 전자 전달 리빙 라디칼 중합(SET-LRP)이 보고되었다.
이러한 기계적 차이에 의해 시작되어 최근 몇 년 동안 이 특정 중합 반응을 밝히는 것을 목표로 하는 많은 연구 기사가 발표되었다.

### 구리 매개 중합의 여러 매커니즘

#### 보충 활성화제 및 환원제 원자 이동 라디칼 중합(SARA ATRP)
Cu(0)가 존재하는 RDRP 반응의 경우, 제안된 기계적 모델 중 하나는 보충 활성화제 및 환원제 원자 이동 라디칼 중합(Supplemental activator and reducing agent atom-transfer radical polymerization, SARA ATRP)이다. SARA ATRP는 중합 과정의 핵심에서 Cu(I)에 의한 활성화와 Cu(II)에 의한 비활성화의 전통적인 ATRP 반응이 특징이며, Cu(0)은 주로 할로겐화알킬의 보조 활성화제 및 환원제로 작용한다. 균형을 통한 Cu(II), Cu(I)는 주로 알킬 할라이드를 활성화하고 모든 알킬 할라이드의 활성화는 내부권 전자 이동(ISET)에 의해 발생하기 때문에 불균등화 반응이 최소화된다.

#### 단일 전자 이동 리빙 라디칼 중합 (SET-LRP)
또 다른 모델은 단일 전자 이동 리빙 라디칼 중합(Single electron transfer living radical polymerization, SET-LRP)이라고 하며, 여기서 Cu(0)은 알킬 할라이드에 대해 독점적 활성화제로 작용하고, 이 과정은 외부권 전자 이동(OSET)에 의해 일어난다. 생성된 Cu(I)는 알킬 할로겐화물의 활성화에 참여하는 대신 반응성이 높은 초기 Cu(0) 및 Cu(II) 종이 '자발적으로' 불균등화 반응이 일어나고 이외의 것은 최소화된다.

#### Cu(0) 매개 RDRP
리간드/용매로 Me6TREN/DMSO를 사용하는 Cu(0) 매개 RDRP(Copper(0)-mediated reversible-deactivation radical polymerization)는 한 가지 독특한 현상이 보여진다. 초기 단계에서 명백한 유도 기간의 존재와 이 유도 기간의 부재가 추가 Cu(II) 반응 시스템에 연결하거나 PMDETA를 리간드로 사용한다. 이 독특한 현상은 SARA ATRP 또는 SET-LRP로 설명할 수 없으므로 Wenxin Wang이 제안한 또 다른 메커니즘인 구리(0) 매개 가역 비활성화 라디칼 중합(Cu(0) 매개 RDRP)이 등장하였다.
Cu(0) 매개 RDRP 메커니즘은 유도 기간이 초기 불안정한 단계 동안 가용성 구리 종의 축적에서 비롯된 것으로 나타났다. Cu(I)는 불균형을 선호하는 조건(Me6TREN/DMSO 시스템에서)에서도 강력한 활성제로 작용하는 반면 Cu(0)은 보충 활성제이자 환원제이며 불균형과 균형이 공존하는 것으로 나타났다. Cu(II)는 비례 및 비활성화 반응 모두에 의해 소모될 수 있으며, 그 상대적 정도는 단량체 및 개시제의 반응성에 따라 다르다.
Cu(0) 매개 RDRP에서는 실제 중합 조건에서 두 가지 평형이 공존한다. 첫번째로 Cu(I)와 Cu(II)의 상대 농도를 결정하는 서로 다른 구리 종의 상호 전환, 두번째로 중합 평형 활성화/비활성화, 전파 및 종료 프로세스가 있다. 이러한 평형에 대한 서로 다른 매개변수의 효과는 함께 고려되어야 하며, 이는 유도 기간의 존재와 반응성이 서로 다른 바이닐 단량체의 Cu(0) 매개 RDRP의 제어 가능성을 이해할 수 있다.
Wenxin Wang은 개시제, 용매, 리간드 및 비활성화제의 양을 포함한 다양한 중합 매개변수가 두 평형에 영향을 미침으로써 전체 중합 공정의 제어성에 변수가 될 수 있음을 입증했다. 상이한 구리 종 간의 상호 전환과 중합 평형을 모두 고려하여 기존에 중합하기 어려운 메틸 메타크릴레이트(MMA)와 스타이렌을 잘 제어하기 위해 Cu(0) 매개 RDRP의 최적의 반응 조건을 선택했다. 예를 들어, MMA의 Cu(0) 매개 RDRP에는 상대적으로 낮은 반응성을 가진 개시제와 더 많은 양의 Cu(II) 결합 또는 더 높은 반응성 개시제 및 더 적은 양의 Cu(II)로 제어된 중합을 달성하는 데 필요하다. 이것은 kp가 낮을수록 중합 평형이 더 느리게 확립되고 중합 초기 단계에서 구리 상호 전환 시간이 길어지기 때문일 수 있다. 따라서, 첨가된 소량의 추가 Cu(II)는 추가 비활성화제로서 작용하기 보다는 대부분 공정에서 소비되어 동역학 제어에 기여한다.
가역-비활성화 양이온 중합(Reversible-Deactivation Cationic Polymerization)은 양이온 중합(Cationic Polymerization) 중 리빙 중합의 특성을 가지는 중합방법을 말한다. 사슬 이동이나 재배열을 완전히 막지는 못해도, 이러한 양이온 중합은 리빙 중합의 특성을 보이며 단량체가 첨가되면 사슬이 지속적으로 성장한다. 흔히 리빙 양이온 중합(living cationic polymerization)으로 불리지만, 진정한 리빙 중합은 아니라는 점에서 가역-비활성화 양이온 중합(reversible-deactivation cationic polymerization)이라고 한다.
양이온 중합 반응에서는 흔하게 사슬 이동이나 재배열 반응이 일어나서 종결 단계가 이루어진다. 그래서 반응을 제어하기 어렵고 낮은 중합도가 얻어지게 된다. 단량체로의 사슬 이동에서 특히 문제가 되는데, 말단기 탄소 양이온의 양전하 때문에 생기는 말단 두 번째 CH2 수소 원자의 강한 산성도와 양이온 중합에 취약한 친핵성 단량체가 복합적으로 작용한다.

### 역사
가역-비활성화 양이온 중합은 1970~80년대에 시작되었다. 양이온 중합에서 리빙 특성을 가지기 위해, 말단 탄소 양이온과 반대 음이온이 밀접하게 회합하여 공유 결합 특성을 가지고 있으면서도 신속하게 해리하여 성장할 수 있도록 충분히 약한 결합을 가지는 밸런스를 맞추는 연구가 1980년대에 이루어졌다.
Higashimura의 의해서 아이오딘 또는 아세틸과염소산염을 사용한 p-methoxystyrene 중합, 아이오딘을 이용한 비닐아이소뷰틸에테르 중합이 가능하게 되었다. Kennedy와 Faust가 1982년에 준-리빙(quasi-living)으로 불리는 메틸스타이렌과 삼염화붕소의 중합과 1984년에는 쿠메닐아세트산염, 2,4,4-trimethylpentane-2-acetate와 BCl3를 사용한 아이소뷰틸렌 중합을 연구했다. 그리고 비슷한 시기 Kennedy와 Mishra는 isobutylene의 중합에서 ertiary Alkyl (or Aryl) Methyl Ether 와 BCl3를 사용한 효과적인 방법을 발견하였다. 위 발견 후에 가역-비활성화 양이온 중합이 발전되어왔다.

### 메커니즘
탄소 양이온 중합에서 활성 부위는 근접한 반대 이온이 있는 탄소 양이온이다. 기본 반응 단계는 다음과 같다.
개시(initiation):
{\displaystyle {\ce {A+B-+H2C=CHR->A-CH2-RHC+---B-}}}
개시는 크게 2가지로 나뉜다. 루이스 산에 의한 개시와 말단의 C-X(X: 할로젠 또는 산소 원자)에 친전자체를 첨가하여 활성화 시키는 개시가 있다.
성장(propagation):
{\displaystyle {\ce {A-CH2-RHC+---B-+H2C=CHR->A=(CH2-RHC)_{n}-CH2-RHC+---B-}}}
종결(termination):
{\displaystyle {\ce {A-(CH2-RHC)_{n}-CH2-RHC+---B-->A-(CH20RHC)_{n}-CH2-RHC-B}}}
종결 단계에서 라디칼 중합과는 달리, 양이온 전하 반발로 인해 두 개의 성장 사슬 사이의 정지 반응은 일어나지 않는다.
사슬 이동(chain transfer):
{\displaystyle {\ce {A-(CH2-RHC)_{n}-CH2-RHC+---B-->A-(CH2-RHC)_{n}-CH2=CRH+B-}}}
사슬 이동 및 종결이 일어나지만, 이상적인 리빙 시스템에서 활성 이온은 성장 속도보다 훨씬 빠른 교환 속도로 비활성인 종과 화학적 평형을 이룬다. 주로 사슬 말단은 숨겨진 상태로 존재하므로 활성 중심이 보호되어 리빙 중합과 같은 성질을 보인다. 단량체의 전환율에 거의 선형적으로 증가하는 중합도를 나타내며, 개시 단계가 성장 속도와 유사하거나 더 빠르다면 좁은 몰질량 분포의 고분자가 생성된다. 용액 조건으로 단량체와 용매의 엄격한 정제가 필요하다.
일반적인 단량체는 비닐 에테르, 알파-메틸 비닐 에테르, 아이소부텐, 스타이렌, 메틸스타이렌 및 N-비닐카르바졸이다. 단량체는 친핵성이며 치환기는 양의 탄소 양이온 전하를 안정화할 수 있어야 한다.

### 동역학
가역-비활성화 양이온 중합의 동역학은 음이온의 진정한 리빙 중합의 동역학과는 달리 설명되지만, 편리성을 위해 수평균 중합도는
{\displaystyle {\mathsf {{\bar {x_{n}}}={\frac {c[M]}{[I]}}}}}
에 의해 결정된다. c는 부분적인 단량체 전환율이고 [I]는 개시제 농도이다. 중합속도가 단량체 농도에 독립적인 경우는 흔한데, 특히 속도가 휴면종과 활성종 사이의 평형속도에 의해 제어되는 경우는 더욱 흔하다.

## 리빙 양이온 개환 중합

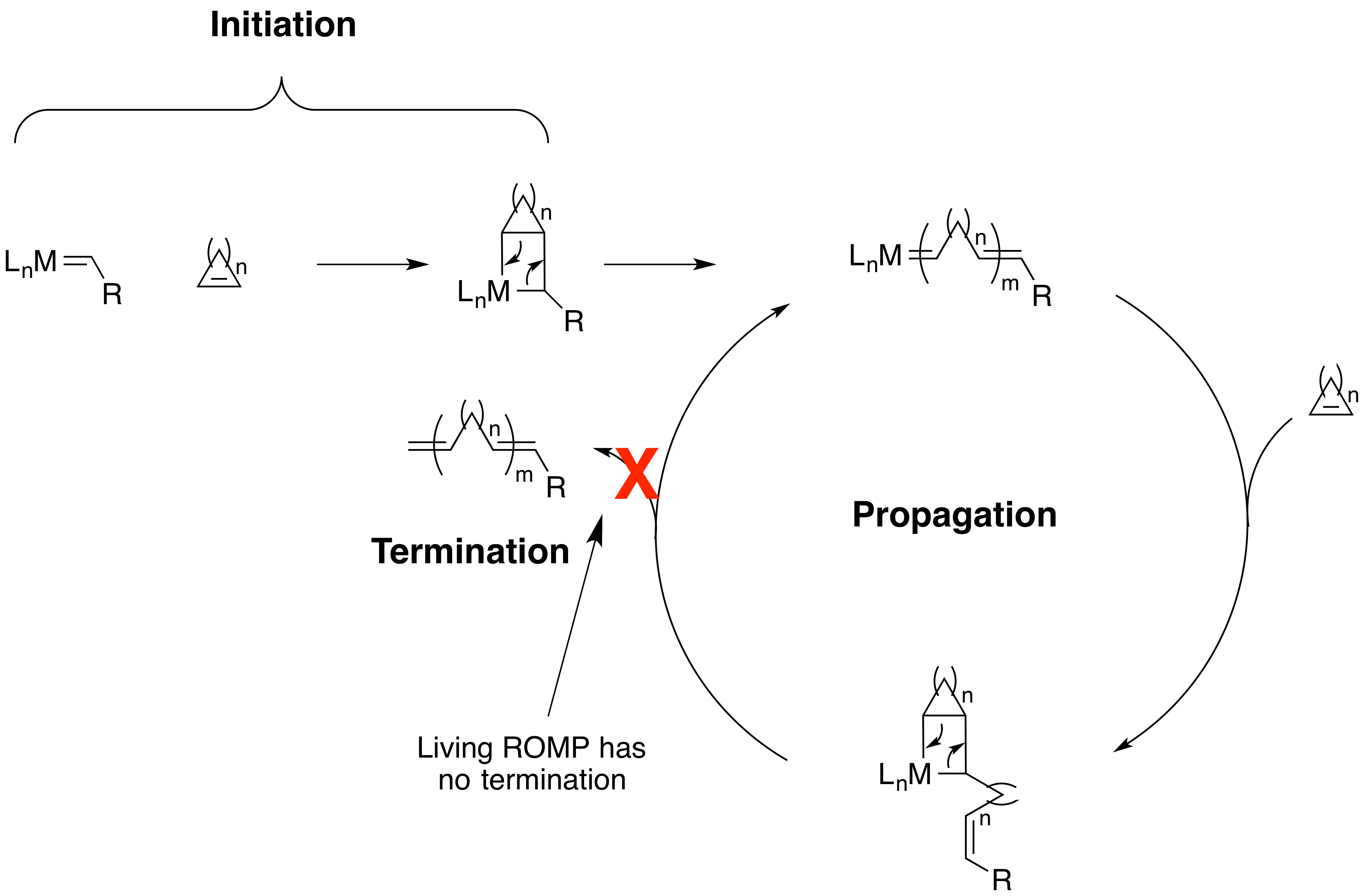
그림 9. ROMP 메커니즘

적절한 반응 조건이 주어지면 리빙 양이온 개환 중합(Living cationic ring-opening polymerization, ROMP)이 일어날 수 있다. 이러한 시스템은 1986년 Robert H. Grubbs가 norbornene과 Tebbe의 시약을 기반으로 설명했으며 1978년 Grubbs는 Richard R. Schrock과 함께 텅스텐 카르벤 착물을 사용한 리빙 중합을 설명했다.
리빙 양이온 개환 중합에서 단량체는 에폭사이드, THF, 옥사졸린 또는 t-부틸 아지리딘과 같은 헤테로사이클이다. 성장하는 종은 탄소 양이온이 아니라 옥소늄 이온이다. 개환 중합에 대해 주목해야 할 중요한 점은 이중 결합이 일반적으로 백본에서 유지되기 때문에 올바른 조건에서 "살아 있는" 것으로 간주될 수 있다는 것이다. 리빙 중합은 성장하는 폴리머 사슬에서 헤테로원자의 친핵성 공격에 의한 종결의 용이함 때문에 이루어지기가 더 어렵다. 분자 내 종결은 백바이팅(backbiting)이라고 하며, 결과적으로 고리형 올리고머가 형성된다. 개시제는 트리플 산과 같은 강한 친전자체이다.
ROMP 반응이 리빙 중합으로 간주되려면 몇 가지 지침을 충족해야 한다.
1. 단량체의 빠르고 완전한 개시. 이것은 개시제가 중합을 위해 단량체를 활성화시키는 속도가 매우 빠르게 일어나야 함을 의미한다.
2. 각 중합체를 구성하는 단량체의 수(중합도)는 처음 시작한 단량체의 양과 선형적으로 관련되어야 한다.
3. 고분자의 분산도는 1.5 미만이어야 한다. 즉, 고분자 사슬이 반응에 얼마나 오래 있는지 분포가 매우 낮아야 한다.

탄소 음이온에 의해 성장이 이루어지는 음이온 중합(anionic polymerization)은 초기에는 중합도가 제한되어 크게 관심이 없었지만, 리빙 중합의 중요성을 알게 해주는 공정이 1950년대 실현되면서 음이온 중합의 관심이 커지게 되었다. 음이온 중합의 특성 중 하나는 본래의 종결 단계가 없다는 것이다. 양이온 중합과 달리 이온쌍 재배열로 종결이 일어나지 않는 이유는 거의 일어나기 힘든 수소 음이온의 제거를 필요하기 때문이다. 따라서 성장하고 있는 고분자 사슬은 활성 탄소음이온 말단기를 그대로 가지고 있어서, 이것이 리빙 중합체(living polymer)이다. 이렇게 만들어진 고분자는 종결이 이루어지지 않고 영원히 성장 단계에서 활성을 유지하고 있어서 단량체를 넣어주면 계속 중합이 일어난다.
음이온 중합으로 리빙 중합체의 중요성이 관심받게 되었다. 종결 단계가 이루어지지 않는 리빙 중합체의 특성을 다른 라디칼과 양이온 중합에도 적용하고자 연구되어서 리빙 라디칼 중합과 리빙 양이온 중합이 나타났다.
Robert J. Young and Peter A. Lovell, CRC Press, Introduction to polymers, 3rd edition
Reversible-deactivation_radical_polymerization
Nitroxide-Mediated Polymerization: A Versatile Tool for the Engineering of Next Generation Materials
Atom Transfer Radical Polymerization을 이용한 고분자 합성기술